# カサゴケ
カサゴケ（Rhodobryum roseum）は、ハリガネゴケ科に分類される蘚類。

## 分布
ヨーロッパ、アメリカ西部などに分布する。日本でも北海道や本州の日本海側などで見られるが稀である。開けた森林や草地などに生育する。

## 形態

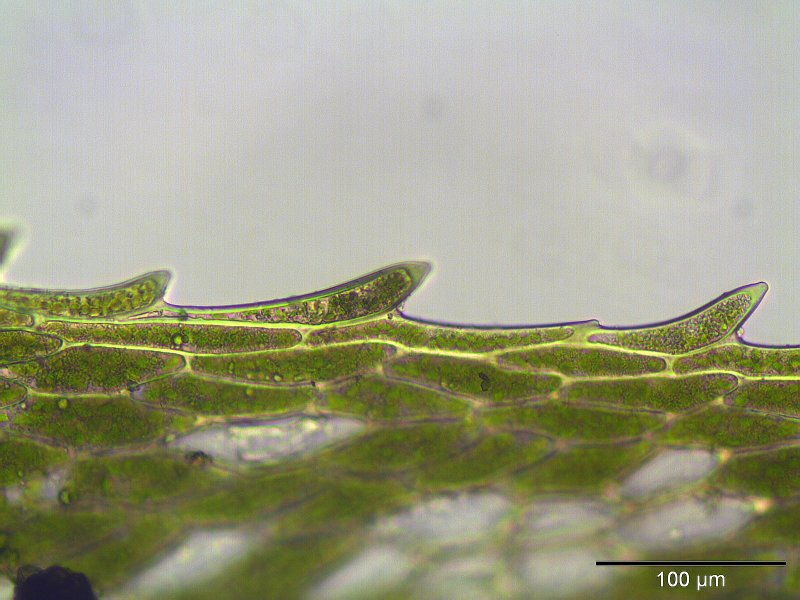
葉の先端付近にある鋸歯

長さ4-5mmの比較的大きい葉をもつ。葉は輪生し、傘の部分には葉が18-22枚ある。葉先は狭くとがり、葉の上部には細かい鋸歯がある。胞子体をつけることはイギリスでは稀である。
染色体数はn=11。

## 利用
観賞用に栽培されることがある。